# 藤田富士男
藤田富士男（ふじた ふじお、1949年8月27日 - ）は、日本の演劇研究家、作家。

## 略歴
1949年、熊本県人吉市に生まれる。熊本県立人吉高等学校・中央大学（文学部ドイツ文学科）・明治大学（文学部国文学科）を経て、法政大学大学院博士課程単位取得（人文学科学研究科・日本文学専攻）。1980年より1年半、メキシコ国立自治大学に留学。 法政大学非常勤講師・明治大学非常勤講師を経て、不二女子高等学校在職中の1989年、『ビバ！エル・テアトロ！炎の演出家佐野碩の生涯』を出版。以後、埼玉短期大学（助教授）、相模女子大学（講師）。
1997年「佐野碩シンポジウム」参加（メキシコ市）。1998年「国際演劇学会」参加（メキシコ-プエブラ市）。
2006年、メキシコ市内で3人組の強盗に遭い、致命的な傷を負い、さらに半年後、脳梗塞で入院。療養リハビリに専念した甲斐あって4年でほぼ完治し、2011年より執筆活動を再開。
2011年11月「国際シンポジウム 1920-1960年代のメキシコにおける日本人芸術家」に参加（メキシコ市）。2012年4月より「芸術－平澤計七と佐野碩」連載（『われらのインター』～2013年2月、全6回）。その他「続・木村駒子伝」「キリシタン侍-丸目蔵人」等を執筆。
2012年12月より、早稲田大学演劇博物館招聘研究員となる。2013年1月より、早稲田大学エクステンションセンター講師。
同年3月1日、早稲田大学小野記念講堂で行われた座談会「佐野碩再考」にパネラーとして参加。これは企画展示『佐野碩と世界演劇―日本・ロシア・メキシコ “芸術は民衆のものだ”―』展 の一環として行われた。また同年4月9日、同題によるオムニバス講座において初回講義「佐野碩と日本演劇」を担当。
2014年4月「中国・大連におけるプロレタリア演劇活動の終盤戦」執筆(『演劇博物館紀要』37号)。同年6月、にいがた文化の記憶館における平澤計七のパネル展示に協力（資料提供）。10月からアンソロジー『芸術は民衆のものだ』を藤原書店より共同執筆。
2015年、『一に人　二に人　三に人　近代日本と「後藤新平山脈」100人』（後藤新平研究会、藤原書店）に資料提供。
「木村駒子の芸術大学」執筆、早稲田大学演劇博物館『演劇研究』第39号（2016年1月）掲載予定。
藤原書店より2015年12月刊行の『佐野碩　人と仕事1905-1966』に「佐野碩の時代の政治演劇とその外延」を寄稿。同時に、資料（写真等）を多数提供。

2016年、演劇連続小講座「現代演劇の流れ・ワークショップ」（JCMA/NPO法人 日本クロースアップマジシャンズ協会主催）開催。
2018年、伊藤道郎の東京オリンピック開会式演出プランの研究・調査活動を実施。
また、埼玉県白岡市の近代発展に関する研究調査も実施。さらに、その成果を白岡市地域包括支援センター(ウェルシアハウス)にて「白岡物語」の表題にて連続講座を開催。講演内容は書籍化される予定。

## 主な著作
- 『ビバ！エル・テアトロ！炎の演出家佐野碩の生涯』（1989年、オリジン出版センター）
- 『大正の演劇と都市』（1991年、武蔵野書房、共著編集）
- 『伊藤道郎 世界を舞う -太陽の劇場をめざして』（1992年、武蔵野書房）
- 『自由人の軌跡』（1993年、武蔵野書房、共著編集）
- 『劇白 千田是也』（1995年、オリジン出版センター）
- 『評伝 平澤計七』（1996年、恒文社、共著）
- 『もう一人の新しい女』（1999年、かたりべ舎）
- 『「種蒔く人」の潮流』－「佐々木孝丸と秋田」（1999年、文治堂、共著編集）
- 『伊藤道郎 世界を舞う』（2007年、新風舎文庫）
- 『大東亜舞台芸術研究所関係資料・編・解説-十五年戦争重要文献シリーズ(13)』（不二出版、1993年）
- 『自由人の軌跡』(共著)－「木村駒子と熊本女学校」「二つの『剃刀』」「社会劇学作家・中村吉蔵」（武蔵野書房、1993年）
- 『日本芸能人人名辞典』（三省堂、1995年）…千田是也・三島由紀夫・東野英治郎
- 『都市と文字』（かたりべ舎、1997年）
- 『小論文の書き方-入門編-』（かたりべ舎、1997年）
- 『小論文の書き方-応用編-』（かたりべ舎、1997年）
- 『ちょいとマチネーゆっくりソワレ』（文治堂書店、1999年）
- 『大正期の文学と都市』（原田企画、 2001年）
- 『小田切秀雄研究』（菁柿堂、2001年）
- 『20世紀の戯曲Ⅱ』（社会評論社、2002年）
- 『児童文学の近代的展開』（原田企画、2003年）
- 『平澤計七 作品集』（論創社、2003年）
- 『関東大震災調査研究』（日本経済新聞社、2004年）

## 主な論文
- 「木村駒子素描-熊本女学校時代」埼玉短期大学研究紀要 (2) 117-124（1993年）
- 「木村駒子の生涯-青春時代」埼玉短期大学研究紀要 (3) 21-28（1994年）
- 「浜松克明館の人々-千田是也母方事蹟」埼玉短期大学研究紀要 (4) 31-37（1995年）
- 「労働週報-解説-」不二出版（1998年）
- 「平澤計七作品年表」（1996年）
- 「ラテン・アメリカにおける漱石の受容と可能性」（1997年）
- 「平澤計七の戯曲」埼玉短期大学研究紀要 (9) 146-154（2000年）
- 「回覧雑誌『塔』の発見」埼玉短期大学研究紀要 (10) 39-44（2001年）

## 調査活動
- メキシコ・グアテマラにおける日系人移民調査（1982年）
- 木村駒子に関する個人調査（1992年）
- コスタ・リカの社会体制（2002年）
- アニメーションにおける比較文化（2004年）

## 主な受賞歴
- 「新聞に載らない小さな事件コンテスト」優秀賞（2006年、新風舎）
- 「第21回ジュエリーデイ標語」優秀賞（2006年、社団法人日本ジュエリー協会）
- 「2006年 労働者文学賞 - 評論部門」（2006年、労働者文学）
- 「2007年 新風舎文庫本大賞」（2007年、新風舎）